# Rodric Braithwaite
Sir Rodric Quentin Braithwaite GCMG (* 17. Mai 1932) ist ein ehemaliger britischer Diplomat, der unter anderem zwischen 1988 und 1992 Botschafter in der Sowjetunion beziehungsweise in Russland war. Als Diplomat war er Fachmann für Europäische Integration, aber auch für die Beziehungen zu den Staaten des Warschauer Paktes und insbesondere der Sowjetunion.

## Leben

### Militärdienst, Studium und Beginn der diplomatischen Laufbahn
Braithwaite leistete nach dem Schulbesuch zwischen 1950 und 1952 seinen Militärdienst als Unteroffizier in der Nachrichtendienstabteilung der British Army im besetzten Nachkriegsösterreich in Wien. Nach einem darauf folgenden Studium trat er 1955 in das Außenministerium (Foreign Office) ein und wurde zum 30. August 1955 in den diplomatischen Dienst (Her Majesty’s Diplomatic Service) übernommen. Er war zu Beginn erst im Referat für Kulturbeziehungen tätig sowie danach zwischen 1957 und 1959 Dritter Sekretär an der Botschaft in Indonesien. Anschließend wechselte er 1959 als Zweiter Sekretär an die Botschaft in der Volksrepublik Polen und war danach zwischen 1961 und 1963 als Referent im Osteuropa-Referat des Außenministeriums tätig. 1963 übernahm er an der Botschaft in der Sowjetunion den Posten als Erster Sekretär und Handelsreferent und verblieb dort bis 1966. In dieser Zeit fungierte er ferner bei einem Besuch des Premierministers Harold Macmillan in der Sowjetunion als Begleiter bei einem Treffen mit Ministerpräsident Alexei Kossygin in dem es unter anderem um den Vietnamkrieg ging.
1966 wurde Braithwaite Erster Sekretär und Handelsreferent an der Botschaft in Italien und übte diese Funktion bis 1969 aus. Danach kehrte er nach Großbritannien zurück und war zwischen Sommer 1969 und 1972 NATO-Referent im Referat für westliche Organisationen des Außenministeriums (Foreign and Commonwealth Office). In dieser Funktion befasste er sich mit den Vorbereitungen für die Konferenz über Sicherheit und Zusammenarbeit in Europa (KSZE) sowie die Verhandlungen zu den beiderseitigen und ausgewogenen Truppenverminderungen MBFR (Mutual and Balanced Force Reductions). Zugleich arbeitete er mit dem damaligen Referent für Nuklearangelegenheiten Michael Alexander und mit den britischen Vertretern im Nordatlantikrat zusammen. 

### Fachmann für Europäische Integration
1972 wurde er als Nachfolger von Michael Butler als sogenannter European Correspondent Leiter des Referats für auswärtige Europäische Integration im Außenministerium und nahm zusammen mit dem Fachmann für die Sowjetunion und die KSZE Brian Fall an Gesprächen über die politische Zusammenarbeit nach einem Beitritt des Vereinigten Königreichs zu den Europäischen Gemeinschaften. Am 1. Januar 1973 erfolgte nach innenpolitischen Widerständen und dem Veto Frankreichs der Beitritt zur Europäischen Gemeinschaft (EG).
Auch nach dem Ende seiner Tätigkeit als Leiter des Referats für auswärtige Europäische Integration blieb Braithwaite der Europapolitik verbunden und wurde 1975 als Botschaftsrat Kanzler der Ständigen Vertretung bei den Europäischen Gemeinschaften in Brüssel. Im Anschluss kehrte er nach Großbritannien zurück, wo er 1979 Leiter des Planungsstabes wurde. Dabei befasste er sich als Leiter dieser als Referat eingestuften Einheit des Außenministeriums beispielsweise mit der sowjetischen Intervention in Afghanistan am 25. Dezember 1979. Bereits 1980 übergab er die Funktion als Head of Planning Staff an den bisherigen Leiter des Referats für die Sowjetunion und Osteuropa und späteren Botschafter in der Bundesrepublik Deutschland, Christopher Mallaby. Er selbst wurde daraufhin 1980 Assistierender Unterstaatssekretär (Assistant Under-Secretary of State) für Energie, Zivilluftfahrt und Umwelt des Außenministeriums. Zum 1. Januar 1981 wurde er Companion des Order of St. Michael and St. George (CMG).

### Stellvertretender Unterstaatssekretär und Botschafter
1982 wechselte Braithwaite an die Botschaft in die USA und war dort als Gesandter Leiter der Handelsabteilung. Nach seiner Rückkehr nach Großbritannien wurde er 1985 stellvertretender Unterstaatssekretär des Außenministeriums für Wirtschaft (Deputy Under-Secretary of State (Economic)). Am 11. Juni 1988 wurde er zum Knight Commander des Order of St. Michael and St. George (KCMG) geschlagen und führte dadurch seither den Namenszusatz „Sir“.
Im Anschluss wurde Braithwaite 1988 Nachfolger von Bryan Cartledge als Botschafter in der Sowjetunion. In diese Zeit fiel der Zerfall und letztlich die Auflösung der Sowjetunion zum 25. Dezember 1991, so dass er zum 1. Januar 1992 erster britischer Botschafter in der Russischen Föderation als Ausüber der völkerrechtlichen Rechte und Pflichten der Sowjetunion. Auf diesem Posten verblieb er bis zu seinem Eintritt in den Ruhestand 1992 und wurde daraufhin durch Brian Fall abgelöst, der bislang Hochkommissar in Kanada war.
Im Anschluss fungierte Braithwaite zwischen 1992 und 1993 als außenpolitischer Berater von Premierminister John Major und wurde zugleich 1992 Nachfolger von Percy Cradock als Vorsitzender des Vereinigten Geheimdienstausschuss JIC (Joint Intelligence Committee). Auch dieses Amt übte er nur bis 1993 aus und wurde dann durch Pauline Neville-Jones abgelöst. In diese Zeit fiel unter anderem der Beginn des Bosnienkrieges. Zum 1. Januar 1994 wurde er darüber hinaus zum Knight Grand Cross des Order of St. Michael and St. George (GCMG) erhoben.
Er veröffentlichte nach seinem Eintritt in den Ruhestand verschiedene Sachbücher wie zum Beispiel zur Europäischen Integration Russlands und zum Zweiten Weltkrieg in der Sowjetunion. Für sein 2011 erschienenes Buch Afgantsy. The Russians in Afghanistan, 1979-89 zur sowjetischen Intervention in Afghanistan wurde er 2011 mit der Duke of Westminster’s Medal for Military Literature ausgezeichnet. Ferner engagiert er sich als Mitglied des Beirates der vom Royal United Services Institute herausgegebenen Fachzeitschrift RUSI Journal.
Braithwaite war seit 1961 mit der 2008 verstorbenen Diplomatin Gillian Mary Robinson verheiratet, die später ein Studium der Archäologie absolvierte und zur Fachfrau für die Töpferei im Römischen Reich wurde. Aus dieser Ehe gingen die Töchter Katharine und die Söhne Richard, Julian (dessen Zwillingsbruder Mark bereits verstarb) und David hervor.

## Veröffentlichungen
- Russia in Europe. Centre for European Reform (CER), 1999, ISBN 978-1-90122-9-103.
- Moscow 1941. A City and Its People at War. Verlag Alfred A. Knopf, Inc., 2006, ISBN 978-1-40004-4-306.
- Afgantsy. The Russians in Afghanistan 1979–1989. Oxford University Press, New York 2011, ISBN 978-0-19-983265-1.
- Armageddon and Paranoia. The Nuclear Confrontation. Profile Books, London 2017, ISBN 978-1-78125-719-7.
- Russia. Myths and Realities. Profile Books, London 2022, ISBN 978-1-80081-188-1.